# Comuna Mîkolaiivka, Mlîniv
Mîkolaiivka (în ucraineană Миколаївка) este o comună în raionul Mlîniv, regiunea Rivne, Ucraina, formată din satele Budî, Hnativka, Iablunivka, Mîkolaiivka (reședința) și Pidbrusîn.

## Demografie
Componența lingvistică a comunei Mîkolaiivka
     Ucraineană (99,74%)
     Alte limbi (0,26%)
Conform recensământului din 2001, majoritatea populației comunei Mîkolaiivka era vorbitoare de ucraineană (99,74%), existând în minoritate și vorbitori de alte limbi.